# Tetramorium ruginode
Tetramorium ruginode är en myrart som beskrevs av Hermann Stitz 1917. Tetramorium ruginode ingår i släktet Tetramorium och familjen myror. Inga underarter finns listade i Catalogue of Life.